# 朝霞市立朝霞第六小学校
朝霞市立朝霞第六小学校（あさかしりつあさかだいろくしょうがっこう）は、埼玉県朝霞市本町にある公立小学校。通称「朝六小」(あさろくしょう)
全国に対する休校要請の際、公式YouTubeチャンネルを開設。
低学年向けの教育動画を限定公開にて配信開始。
令和3年度より、公式YouTubeチャンネルによる近況報告動画を保護者に向けて限定公開にて配信開始。
また、このチャンネルでは、コロナ禍において卒業式に出席できる保護者が1名になった際のライブ配信、生徒向けの朝会、離任式のライブ配信も行われた。

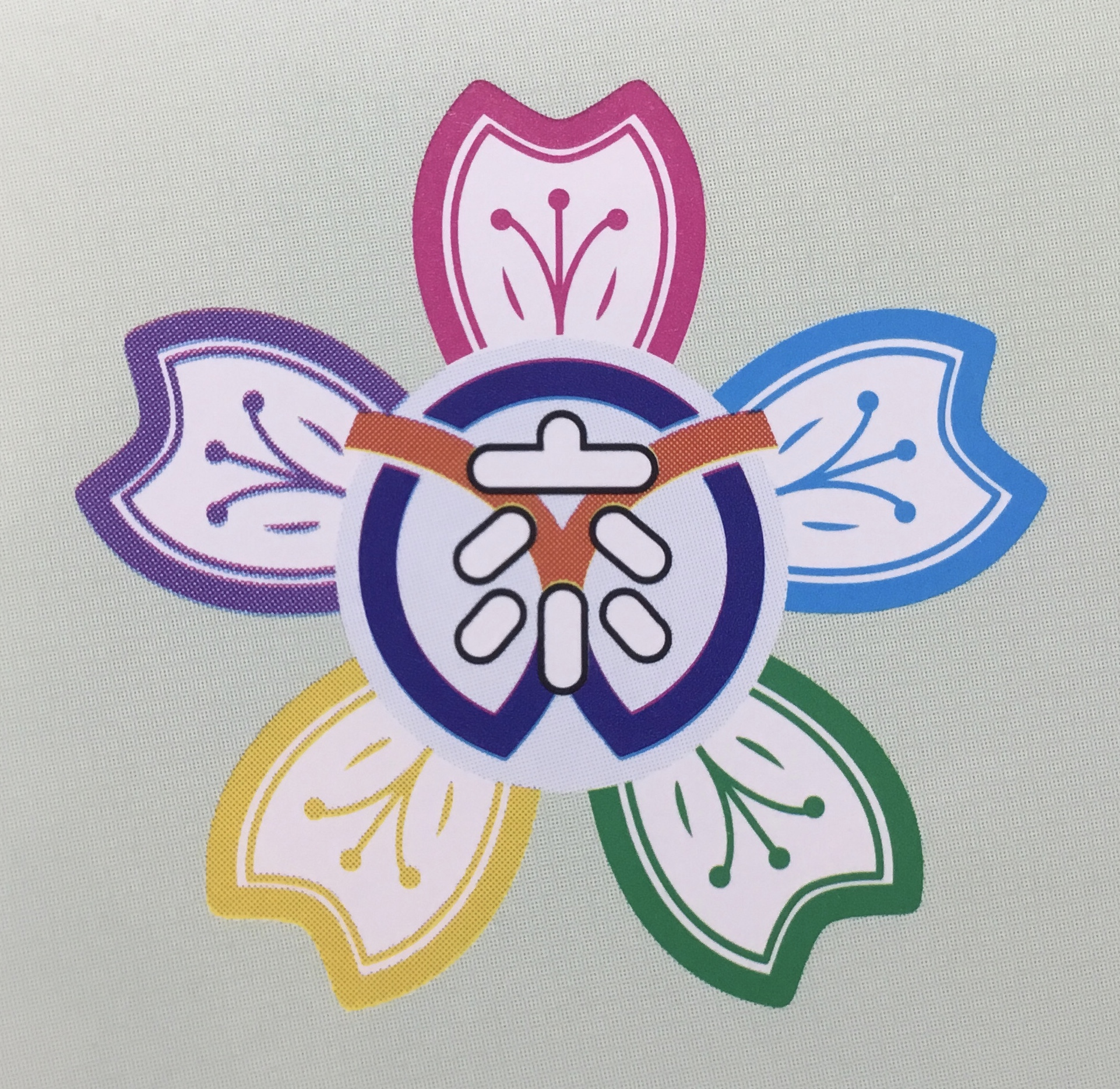
校章(カラー)

令和七年度に、4階建ての校舎が増築予定。

## 概要
校地面積　　　　　１４９０６㎡
校舎総建築面積　　　５５２９㎡ 
運動場　　　　　　　７８６５㎡
児童数：男子４７５名、女子４５０名　計９８７名
学級数：３０学級（特別支援学級２学級を含む）
学校の花　マーガレット
学校の木　タイサンボク

## 学校経営方針
学校教育目標　心豊かに自ら学ぶ　たくましい人間の育成
　　　　　　　「思いやりのある子　自ら学ぶ子　元気な子」
目指す学校像　子供は愛されることによってさらに輝く
　　　　　　　「自律と探究～オーセンティックとウェルビーイング～」
合言葉　「花あり　歌あり　笑顔あり　そして　未来あり」

## 沿革
昭和42年4月1日 - 学区変更により川越高等学校朝霞分校の校舎跡を利用、朝霞第六小学校創立
昭和46年2月28日 - 校舎落成
　　　　 3月1日 - 校歌制定
昭和47年4月1日 - 学区変更にともない２０１名転入
　　　　 5月20日 - 増築校舎落成
昭和50年3月22日 - 体育館及び増築校舎落成
昭和51年4月1日 - 第八小学校新設にともない２５７名転出・第二小学校より９９名転入
平成22年4月1日 - 第四小学校移設にともない、学区一部変更
令和7年 - 4階建て校舎増築予定

## 著名な出身者
本田美奈子(歌手)
本橋菜子(バスケットボール選手)